# Алипий (Кастальский)
Архимандри́т Али́пий (в миру Александр Кириллович Кастальский-Бороздин; 1 ноября 1952, Москва) — архимандрит Русской православной церкви, клирик Троице-Сергиевой лавры, главный редактор Патриаршего издательско-полиграфического центра Троице-Сергиевой Лавры. Автор многократно переиздававшегося учебника по православной догматике «Догматическое богословие: Курс лекций». Входит в состав издательского совета Русской православной церкви. Настоятель храма великомученика Георгия Победоносца в Абрамцеве.

## Биография
После окончания средней спецшколы № 20 в 1970 года поступил в МИИТ (специальность АСУ), который окончил в 1975 году.
Работал в конструкторском бюро программистом, одновременно нёс послушание алтарника при храме иконы Божией Матери «Нечаянная Радость» в Марьиной Роще.
В 1978 году поступил во 2-й класс Московской духовной семинарии. С декабря 1979 года являлся насельником Свято-Троицкой Сергиевой лавры. В 1980 году окончил Московскую духовную семинарию и поступил в Московскую духовную академию.
21 августа 1980 года наместником лавры архимандритом Иеронимом (Зиновьевым) пострижен в монашество с именем Алипий. 21 ноября 1980 года архиепископом Дмитровским Владимиром (Сабоданом) рукоположён в иеродиакона. 10 января 1982 года архиепископом Дмитровским Владимиром (Сабоданом) рукоположён в иеромонаха.
С 1982 по 1989 год — экскурсовод в Троице-Сергиевой лавре.
В 1984 году окончил Московскую духовную академию со степенью кандидата богословия. С 1984 по 1992 год преподавал в Московских духовных школах догматическое богословие, патрологию и древнееврейский язык. На основе лекций, прочитанных им в МДС в 1984—1988 годы был подготовлен учебник «Догматическое богословие», написанный в соавторстве с архимандритом Исаией (Беловым)
4 апреля 1987 года архиепископом Дмитровским Александром (Тимофеевым) возведён в сан игумена.
С 1989 года — председатель издательского отдела Троице-Сергиевой лавры.
С 1994 года — генеральный директор Патриаршего издательско-полиграфического центра при лавре.
5 мая 1994 года возведён в сан архимандрита патриархом Алексием II.
В 1990-е годы был привлечён для преподавания в Православном Свято-Тихоновском богословском институте.
Являясь антиглобалистом и противником внедрения ИНН, в феврале 2001 года выступил на VII пленуме Синодальной богословской комиссии с докладом «Глобализация как инструмент апостасии».

## Публикации
статьи
- Академический вечер в Московских Духовных школах // Журнал Московской Патриархии. 1985. — № 3. — С. 18-19.
- Епископ Нью-Йоркский Петр — доктор канонического права // Журнал Московской Патриархии. 1985. — № 8. — С. 22-23.
- Протестантские тенденции в книге священника Александра Борисова «Побелевшие нивы» // Единство Церкви: Богословская конференция 15-16 ноября 1994 года. — Москва : Издательство Православного Свято-Тихоновского Богословского Института, 1996. — С. 60-74.
- Глобализация как инструмент апостасии. rusk.ru (1 февраля 2001).
  - Глобализация, как инструмент апостасии // Святая Русь. — 2001. — № 2
- Непостижимая глубина // Мы все были у него в сердце: воспоминания об архимандрите Кирилле (Павлове) : [посвящается 100-летию со дня рождения]. — Сергиев Посад: Свято-Троицкая Сергиева лавра, 2019. — C. 64-70
- Проповедь на праздник Сретения Господня. Архимандрит Алипий (Кастальский-Бороздин) // stsl.ru, 17 февраля 2020
- Епископ Феофилакт (Моисеев) // Журнал Московской Патриархии. — 2023. — № 5. — С. 88—91.

книги
- Догматическое богословие : курс лекций. — Сергиев-Посад : Свято-Троицкая Сергиева Лавра, 1994. — 287 с. (в соавторстве с архимандритом Исаией (Беловым))
  - Догматическое богословие: Курс лекций. — Сергиев Посад: Свято-Троицкая Сергиева Лавра, 1997. — 288 с.
  - Догматическое богословие : курс лекций. — Сергиев Посад : СТСЛ, 2000. — 288 с.
  - Догматическое богословие : курс лекций. — Сергиев Посад : СТСЛ, 2002. — 288 с.
  - Догматическое богословие : курс лекций. — Сергиев Посад : СТСЛ, 2005. — 288 с.
  - Догматическое богословие : курс лекций. — Сергиев Посад : СТСЛ, 2007. — 288 с.
  - Догматическое богословие. Курс лекций. — М.: Свято-Троицкая Сергиева Лавра. 2012. — 288 с.
  - Догматическое богословие. Курс лекций. — Сергиев Посад: Издательство СТСЛ, 2014. — 288 с. — 5000 экз. — ISBN 978-5-00009-062-6.
- Свято-Троицкая Сергиева лавра. — Сергиев Посад: Свято-Троицкая Сергиева Лавра, 2010. — 249 с.
- Свято-Троицкая Сергиева Лавра : 2021 / фотографии. — Сергиев Посад : Свято-Троицкая Сергиева Лавра, 2021. — [7] л.

редакция и составление
- Игумен земли Русской преподобный Сергий Радонежский: книга-альбом. — М.: Изд-во Московского подворья Свято-Троицкой Сергиевой Лавры; Софрино: Художественно-производственное предприятие «Софрино» РПЦ, 2005. — 392 с.
- Чётки — меч духовный. — Сергиев Посад: Издательство СТСЛ, 2020. — 32 с. — 2000 экз. — ISBN 978-5-00009-214-9.
- Образ Пресвятой Троицы преподобного Андрея Рублева: очерк на основании сочинения архиепископа Сергия (Голубцова) «Воплощение богословских идей в творчестве преподобного Андрея Рублева». — Сергиев Посад: Свято-Троицкая Сергиева Лавра, 2024 — 47 с.